# Florencio Varela (Buenos Aires)
Florencio Varela ist eine Stadt im Großraum Buenos Aires in Argentinien. Sie ist die Hauptstadt des Verwaltungsbezirks Partido Florencio Varela, der südöstlich an die argentinische Hauptstadt angrenzt.
Am 30. Januar 1891 wurde sie von Juan de la Cruz Contreras als Siedlung gegründet. Die Stadt ist benannt nach dem argentinischen Autor und Journalisten Florencio Varela.

## Söhne und Töchter der Stadt
- Juan Carlos Zuleta (* 1980), Fußballspieler
- Matías Pérez (* 1999), Fußballspieler
- Darío Sarmiento (* 2003), Fußballspieler